# Roman Bezjak
Roman Bezjak (ur. 21 lutego 1989 w Slovenj Gradcu) – słoweński piłkarz grający na pozycji napastnika w USV Wies.

## Kariera klubowa
Swoją karierę piłkarską Bezjak rozpoczął w klubie NK Korotan Prevalje. Grał też w juniorach NK Dravograd. Następnie podjął treningi w NK Celje. W 2007 awansował do kadry pierwszej drużyny. 9 kwietnia 2008 zadebiutował w pierwszej lidze słoweńskiej w przegranym 2:5 wyjazdowym meczu z NK Maribor. W sezonie 2009/2010 stał się podstawowym zawodnikiem NK Celje. W klubie tym grał do 2012.
W 2012 Bezjak został zawodnikiem Łudogorca Razgrad. W Łudogorcu swój debiut zanotował 22 września 2012 w wygranym 1:0 domowym meczu z CSKA Sofia. W sezonie 12/13, 13/14 i 14/15 wywalczył z Łudogorcem tytuł mistrza Bułgarii. W sezonie 13/14 wywalczył z Łudgorcem puchar Bułgarii. W 2015 po zakończeniu kontraktu z Łudgorcem podpisał 3 letni kontrakt z chorwackim HNK Rijeka. Następnie grał w SV Darmstadt 98 i Jagiellonii Białystok.
14 stycznia 2019 podpisał kontrakt z cypryjskim klubem APOEL FC.
| Sezon   | Klub              | Kraj      | Rozgrywki | Mecze | Bramki |
| ------- | ----------------- | --------- | --------- | ----- | ------ |
| 2007/08 | NK Celje          | Słowenia  | 1. SNL    | 1     | 0      |
| 2008/09 | NK Celje          | Słowenia  | 1. SNL    | 11    | 1      |
| 2009/10 | NK Celje          | Słowenia  | 1. SNL    | 24    | 6      |
| 2010/11 | NK Celje          | Słowenia  | 1. SNL    | 32    | 7      |
| 2011/12 | NK Celje          | Słowenia  | 1. SNL    | 34    | 16     |
| 2012/13 | NK Celje          | Słowenia  | 1. SNL    | 6     | 4      |
| 2012/13 | Łudogorec Razgrad | Bułgaria  | A PFG     | 14    | 5      |
| 2013/14 | Łudogorec Razgrad | Bułgaria  | A PFG     | 34    | 13     |
| 2014/15 | Łudogorec Razgrad | Bułgaria  | A PFG     | 14    | 2      |
| 2015/16 | HNK Rijeka        | Chorwacja | Prva HNL  | 32    | 13     |

## Kariera reprezentacyjna
W reprezentacji Słowenii Bezjak zadebiutował 14 sierpnia 2013 w przegranym 0:2 towarzyskim meczu z Finlandią, rozegranym w Turku. Pierwszą bramkę w kadrze strzelił 23 marca 2016 przeciwko Macedonii na Stadion Bonifika.

## Sukcesy

### Łudogorec Razgrad
- Mistrzostwo Bułgarii (3): 2012/13, 2013/14, 2014/15
- Superpuchar Bułgarii (1): 2014
- Puchar Bułgarii (1): 2013/14

### HNK Rijeka
- Mistrzostwo Chorwacji (1): 2016/17
- Puchar Chorwacji (1): 2016/17

### Jagiellonia Białystok
- Wicemistrzostwo Polski (1): 2017/18